# Язычники (фильм)
«Язы́чники» — российский фильм Валерии Сурковой по одноимённой пьесе поэтессы и драматурга Анны Яблонской. В главных ролях: Елена Нестерова и Валентин Самохин. Выход в широкий прокат в России запланирован на 15 февраля 2018 года.

## Сюжет
Согласно опубликованному синопсису, фильм рассказывает об одной  неблагополучной семье. Мать выполняет непосильную работу в надежде обеспечить образование своей дочери, а отец-музыкант работы и вовсе не может найти. В их доме постоянно идёт ремонт, который никак не может закончить сосед, чьим любимым занятием является пьянство. Но всё меняется после того, как семью  — после долгих лет путешествий по священным местам — внезапно навещает бабушка.

## В ролях
- Елена Нестерова
- Валентин Самохин
- Виталия Еньшина — Кристина
- Татьяна Владимирова
- Дмитрий Уросов
- Артём Григорьев
- Анна Котова